# Barnówko
Barnówko (Duits: Berneuchen) is een plaats in het Poolse district  Myśliborski, woiwodschap West-Pommeren. De plaats maakt deel uit van de gemeente Dębno en telt 290 inwoners.